# Fergalicious
"Fergalicious" är en sång av den amerikanska popsångerskan Fergie från sitt första studioalbum The Dutchess. will.i.am från Black Eyed Peas producerade och sjöng i sången, som var den andra singeln från albumet.

## Sånginformation
"Fergalicious" låg som högst som tvåa på Billboard Hot 100 och etta på Pop 100. Låten låg inom topp tio i fjorton veckor på Hot 100. "Fergalicious" var extremt framgångsrik digitalt och är en av få låtar som har tjänat dubbelplatinum i USA. I januari 2007 såldes 295 000 nedladdningar på bara en vecka. Totalt har över 2 740 000 nedladdningar sålts i USA, vilket gör den till en av de mest nedladdade låtarna i USA. Låten släpptes i Storbritannien i oktober 2007 som en dubbel A-sida tillsammans med "Clumsy". Låten debuterade på tjugoandra plats på Sverigetopplistan, som också blev dess högsta placering.
Låten innehåller delar av "Give It All You Got" av Afro-Rican och "Supersonic" av J.J. Fad. "Fergalicious" är ett teleskopord för "Fergie" och "delicious".

## Låtlistor
Europeisk Maxi-CD
1. "Fergalicious" (albumversion) — 4:52
2. "Paradise" — 4:08
3. "London Bridge" (liveversion) — 2:43
4. "Fergalicious" (musikvideo) — 3:52

Australiensk CD-singel
1. "Fergalicious" (albumversion) — 4:54
2. "Paradise" — 4:07

2006 Promo CD-singel
1. "Fergalicious" (radio edit) — 3:47

2007 Promo CD-singel
1. "Fergalicious" (radio edit) — 3:47
2. "Clumsy" (Radio Edit) — 3:17

Download
1. "Clumsy" (albumversion) — 4:00
2. "Fergalicious" (albumversion) — 4:52